# ドミンゴ・ヘルマン
- ドミンゴ・ハーマーン
- ドミンゴ・ハマーン

ドミンゴ・ヘルマン・ポランコ（Domingo Germán Polanco, 1992年8月4日 - ）は、ドミニカ共和国サン・ペドロ・デ・マコリス州サンペドロ・デ・マコリス出身のプロ野球選手（投手）。右投右打。現在はフリーエージェント（FA）。
MLB史上24人目の完全試合達成者。

## 経歴

### プロ入りとマーリンズ傘下時代
2009年8月8日にアマチュア・フリーエージェントでフロリダ・マーリンズと契約してプロ入り。
2010年に傘下のルーキー級ドミニカン・サマーリーグ・マーリンズでプロデビュー。18試合に登板して2勝3敗6セーブ、防御率3.69、43奪三振を記録した。
2011年もルーキー級ドミニカン・サマーリーグ・マーリンズでプレーし、8試合（先発6試合）に登板して2勝1敗、防御率1.82、40奪三振を記録した。
2012年はルーキー級ガルフ・コーストリーグ・マーリンズでプレーし、13試合に登板して2勝0敗、防御率1.61、29奪三振を記録した。
2013年から先発に転向。まずルーキー級ガルフ・コーストリーグでプレーし、5試合に先発登板して3勝0敗、防御率1.38、27奪三振を記録した。7月にA-級バタビア・マックドッグスへ昇格。A-級バタビアでは8試合に先発登板して2勝3敗、防御率1.76、34奪三振を記録した。
2014年はA級グリーンズボロ・グラスホッパーズでプレーし、25試合に先発登板して9勝3敗、防御率2.48、113奪三振を記録した。7月にはオールスター・フューチャーズゲームに世界選抜として選出された。オフの11月20日にマーリンズとメジャー契約を結び、40人枠入りを果たした。

### ヤンキース時代
2014年12月19日にデビッド・フェルプス、マーティン・プラドとのトレードで、ネイサン・イオバルディ、ギャレット・ジョーンズと共にニューヨーク・ヤンキースへ移籍した。
2015年は40人枠には入ったが、マイナー・オプションでA+級タンパ・ヤンキースに配属され、肘を痛めトミー・ジョン手術が必要になることが判明し、マイナー、メジャーともに登板がないまま9月1日に40人枠を空けるため60日間の故障者リスト入りした。オフの12月3日にノンテンダーFAとなったが、11日にマイナー契約で再契約した。
2016年はA級チャールストン・リバードッグスとA+級タンパでプレーし、2球団合計で10試合に先発登板して1勝3敗、防御率3.08、38奪三振を記録した。オフの11月4日に再びメジャー契約を結んで40人枠入りした。
2017年は開幕をAA級トレントン・サンダーで迎えた。AAA級スクラントン・ウィルクスバリ・レイルライダースを経て、6月11日にメジャー初昇格を果たした。同日のボルチモア・オリオールズ戦でメジャーデビュー。
2018年は4月7日にメジャーへ昇格し、ジョーダン・モンゴメリーの離脱に伴って先発ローテーションに入った。6月6日にメジャー初先発し、6回を無安打、無失点、2四球、9奪三振の好投を見せた。6月14日のタンパベイ・レイズ戦で先発して6回3失点10奪三振でメジャー初勝利を挙げた。しかし安定性が無く7月21日にマイナーへ降格。9月18日に再昇格した。最終的に21試合に登板（内14試合先発）し、奪三振率は10.72とポテンシャルを見せたものの、2勝6敗、防御率5.57といまひとつだった。
2019年は開幕から先発ローテーション入りして18勝を記録したが、9月19日にドメスティックバイオレンス（DV）の容疑で出場停止となる処分を受けた。
2020年7月17日、自身のInstagramにて「僕は野球を離れます。みなさんありがとう。」と現役引退を示唆するようなコメントを投稿した。しかし、翌日には同選手のInstagramで「野球は僕の命」と引退示唆を撤回し、謝罪の投稿をした。
2023年6月28日、敵地で行われたオークランド・アスレチックス戦でMLB史上24人目となる完全試合を達成。MLBでは、2012年8月15日に達成したフェリックス・ヘルナンデス以来、11年ぶり史上24人目、ヤンキースでは1999年7月18日に達成したデビッド・コーン以来、24年ぶり史上4人目の記録となった。これが評価され、7月3日に自身初となるプレイヤー・オブ・ザ・ウィークを受賞した。しかし、8月2日にアルコール依存症の治療のため制限リスト入りし、シーズンを終えたことが発表された。オフの11月2日に制限リストから復帰したものの、僅か4日後の6日にFAとなった。

### パイレーツ時代
2024年3月15日にピッツバーグ・パイレーツとマイナー契約を結び、スプリングトレーニングに招待選手として参加することになった。なお、2025年はチームオプションとなる。メジャーに昇格した場合の年俸は1250万ドルで、オプションとして最大225万ドルの出来高が含まれる。
2024年8月9日にメジャー契約を結んでアクティブ・ロースター入りした。しかし7試合（先発2試合）の登板で防御率7.84と結果を残せず、9月5日にDFAとなり、同月8日に傘下AAA級インディアナポリス・インディアンズに配属された。10月15日にチームオプションを破棄され、FAとなった。

## 選手としての特徴
| 球種           | 割合 | 平均球速 | 平均球速 | 最高球速 | 最高球速 |
| 球種           | %    | mph      | km/h     | mph      | km/h     |
| カーブ         | 33.9 | 81.1     | 130.5    | 85.9     | 138.2    |
| フォーシーム   | 28.8 | 93.4     | 150.3    | 96.6     | 155.5    |
| チェンジアップ | 22.5 | 86.5     | 139.2    | 90.6     | 145.8    |
| シンカー       | 14.8 | 93.7     | 150.8    | 96.7     | 155.6    |

最速99.5mph（約160.1km/h）の速球にカーブやチェンジアップ、シンカーを投じる。

## 詳細情報

### 年度別投手成績
| 年 度    | 球 団    | 登 板 | 先 発 | 完 投 | 完 封 | 無 四 球 | 勝 利 | 敗 戦 | セ 丨 ブ | ホ 丨 ル ド | 勝 率 | 打 者 | 投 球 回 | 被 安 打 | 被 本 塁 打 | 与 四 球 | 敬 遠 | 与 死 球 | 奪 三 振 | 暴 投 | ボ 丨 ク | 失 点 | 自 責 点 | 防 御 率 | W H I P |
| -------- | -------- | ----- | ----- | ----- | ----- | -------- | ----- | ----- | -------- | ----------- | ----- | ----- | -------- | -------- | ----------- | -------- | ----- | -------- | -------- | ----- | -------- | ----- | -------- | -------- | ------- |
| 2017     | NYY      | 7     | 0     | 0     | 0     | 0        | 0     | 1     | 0        | 0           | .000  | 62    | 14.1     | 11       | 1           | 9        | 0     | 0        | 18       | 3     | 0        | 6     | 5        | 3.14     | 1.40    |
| 2018     | NYY      | 21    | 14    | 0     | 0     | 0        | 2     | 6     | 0        | 0           | .250  | 375   | 85.2     | 81       | 15          | 33       | 0     | 5        | 102      | 7     | 1        | 55    | 53       | 5.57     | 1.33    |
| 2019     | NYY      | 27    | 24    | 0     | 0     | 0        | 18    | 4     | 0        | 0           | .818  | 594   | 143.0    | 125      | 30          | 39       | 0     | 5        | 153      | 5     | 0        | 69    | 64       | 4.03     | 1.15    |
| 2021     | NYY      | 22    | 18    | 0     | 0     | 0        | 4     | 5     | 0        | 2           | .444  | 410   | 98.1     | 89       | 17          | 27       | 0     | 2        | 98       | 3     | 1        | 52    | 50       | 4.58     | 1.18    |
| 2022     | NYY      | 15    | 14    | 0     | 0     | 0        | 2     | 5     | 0        | 0           | .286  | 298   | 72.1     | 65       | 11          | 19       | 0     | 4        | 58       | 0     | 1        | 31    | 29       | 3.61     | 1.16    |
| 2023     | NYY      | 20    | 19    | 1     | 1     | 1        | 5     | 7     | 0        | 0           | .417  | 444   | 108.2    | 83       | 20          | 34       | 0     | 6        | 114      | 2     | 0        | 61    | 55       | 4.56     | 1.08    |
| 2024     | PIT      | 7     | 2     | 0     | 0     | 0        | 0     | 1     | 0        | 0           | .000  | 100   | 20.2     | 25       | 4           | 13       | 1     | 2        | 18       | 2     | 1        | 19    | 18       | 7.84     | 1.84    |
| MLB：7年 | MLB：7年 | 119   | 91    | 1     | 1     | 1        | 31    | 29    | 0        | 2           | .517  | 2283  | 543.0    | 479      | 98          | 174      | 1     | 24       | 561      | 22    | 4        | 293   | 274      | 4.54     | 1.20    |

- 2024年度シーズン終了時
- 各年度の太字はリーグ最高

### 年度別守備成績
| 年 度 | 球 団 | 投手（P） | 投手（P） | 投手（P） | 投手（P） | 投手（P） | 投手（P） |
| 年 度 | 球 団 | 試 合     | 刺 殺     | 補 殺     | 失 策     | 併 殺     | 守 備 率  |
| ----- | ----- | --------- | --------- | --------- | --------- | --------- | --------- |
| 2017  | NYY   | 7         | 2         | 0         | 1         | 0         | .667      |
| 2018  | NYY   | 21        | 3         | 5         | 0         | 1         | 1.000     |
| 2019  | NYY   | 27        | 4         | 12        | 2         | 0         | .889      |
| 2021  | NYY   | 22        | 2         | 6         | 2         | 0         | .800      |
| 2022  | NYY   | 15        | 5         | 1         | 1         | 0         | .857      |
| 2023  | NYY   | 20        | 13        | 8         | 2         | 0         | .913      |
| 2024  | PIT   | 7         | 2         | 1         | 0         | 0         | 1.000     |
| MLB   | MLB   | 119       | 31        | 33        | 8         | 1         | .889      |

- 2024年度シーズン終了時

### 表彰
- プレイヤー・オブ・ザ・ウィーク：1回（2023年6月第5週）[27]

### 記録
MiLB
- オールスター・フューチャーズゲーム選出：1回（2014年）

MLB
- 完全試合（2023年6月28日、対オークランド・アスレチックス戦）※MLB史上24人目

### 背番号
- 50（2017年 - 同年途中）
- 64（2017年途中 - 同年終了）
- 65（2018年）
- 55（2019年、2021年 - 2022年）
- 0（2023年 - 2024年）